# Verkehrskanzel (Berlin-Charlottenburg)
Die letzte noch bestehende Verkehrskanzel in Berlin steht am Joachimsthaler Platz (Kreuzung Kurfürstendamm/Joachimsthaler Straße) im Ortsteil Charlottenburg. Es handelt sich um eine kastenförmige gläserne Verkehrskanzel, die sich in rund 4,5 Metern Höhe auf einem einzelnen Betonpfeiler befindet, der seinerseits architektonisch in einen Pavillon mit Verkaufskiosk, U-Bahn-Eingang des Bahnhofs Kurfürstendamm und öffentlicher Toilette integriert wurde. Die Konstruktion wurde 1955 nach Plänen der Architekten Werner Klenke und Werner Düttmann unter Leitung von Bruno Grimmek errichtet.
In der Kanzel, die seinerzeit einem Polizisten Platz bot, waren die Schaltvorrichtungen für die Verkehrsampeln der Kreuzung untergebracht; der Polizist sollte von seiner erhöhten Position aus den Straßenverkehr im Auge behalten und die Ampeln dem Verkehrsaufkommen entsprechend manuell schalten. Diese Funktion erfüllte die Verkehrskanzel vom 13. Dezember 1955 bis zum Oktober 1962, als die Ampelanlage eine automatische Schaltung erhielt.
Schon nach 1962 gab es für diese Kanzel keine Verwendung mehr; 1989 wurde das Bauwerk vom West-Berliner Landeskonservator „wegen seiner geschichtlichen und künstlerischen Bedeutung für das Stadtbild“ unter Denkmalschutz gestellt. Unter der Kanzel steht ein ebenfalls denkmalgeschützter Kiosk, von dem man über eine getrennte Treppe noch weiter nach unten zur öffentlichen Toilette bzw. zum U-Bahnhof Kurfürstendamm gehen kann.

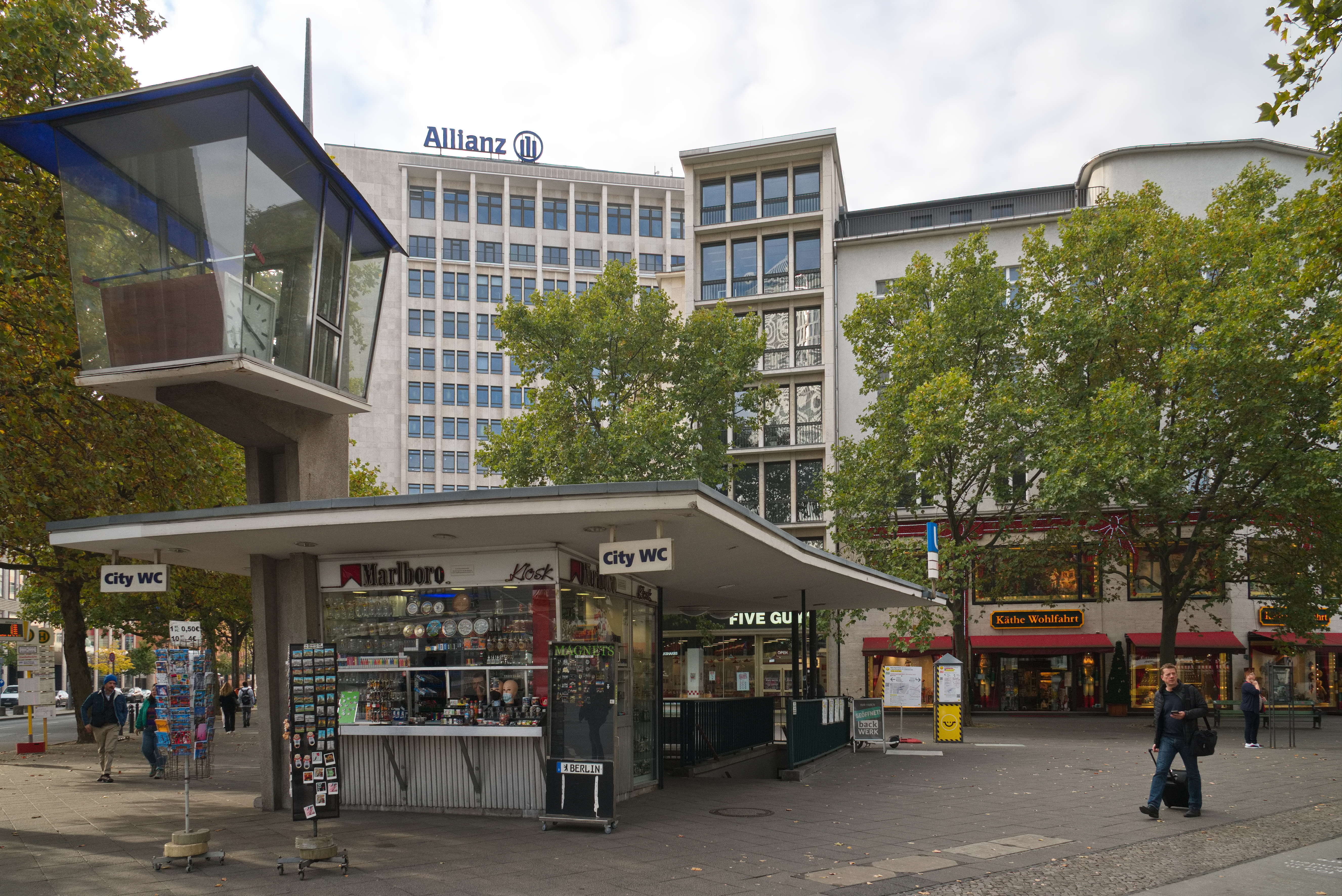
Die Verkehrskanzel am Joachimsthaler Platz, mit Kiosk und U-Bahn-Zugang
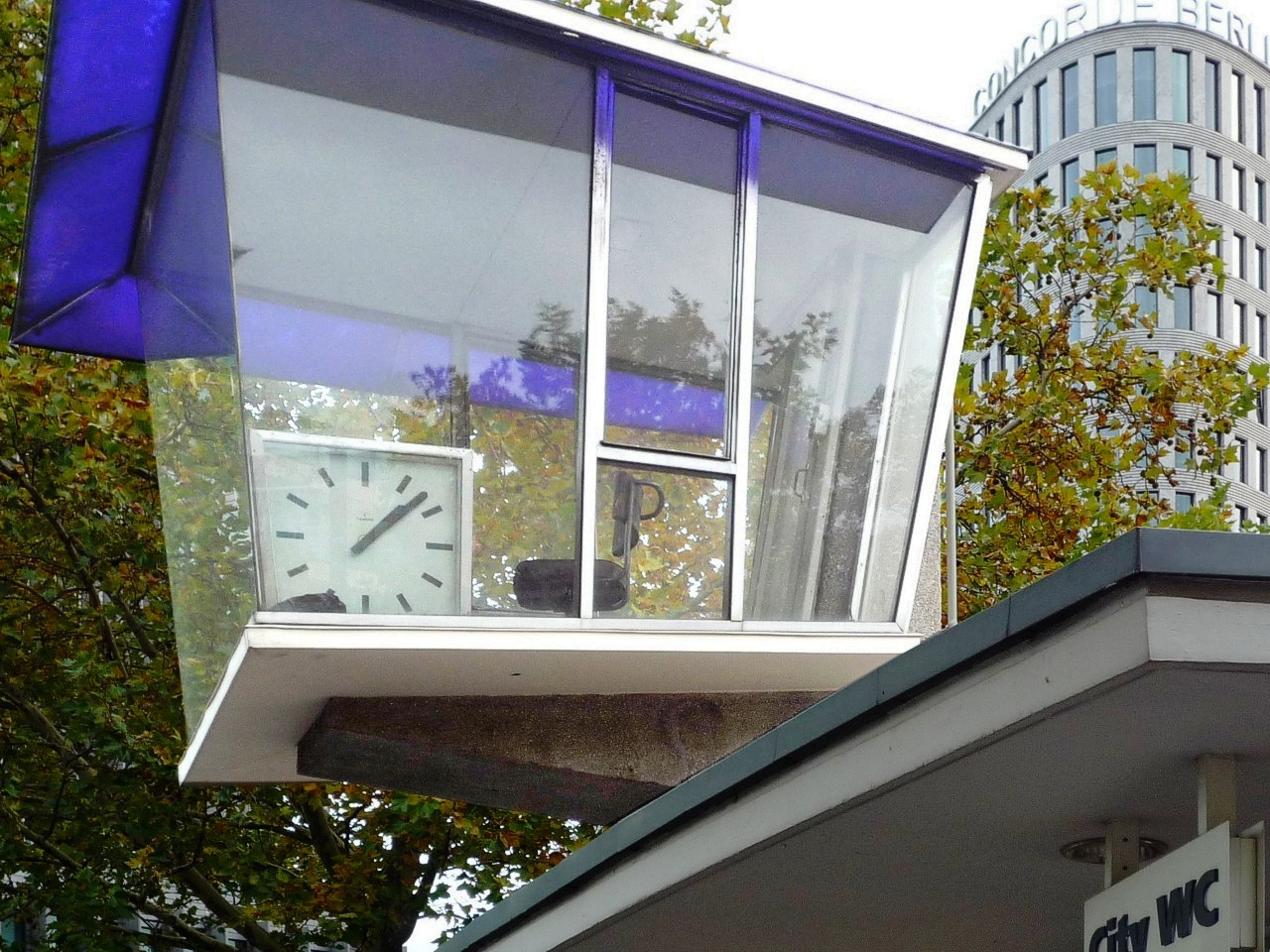
Die Verkehrskanzel
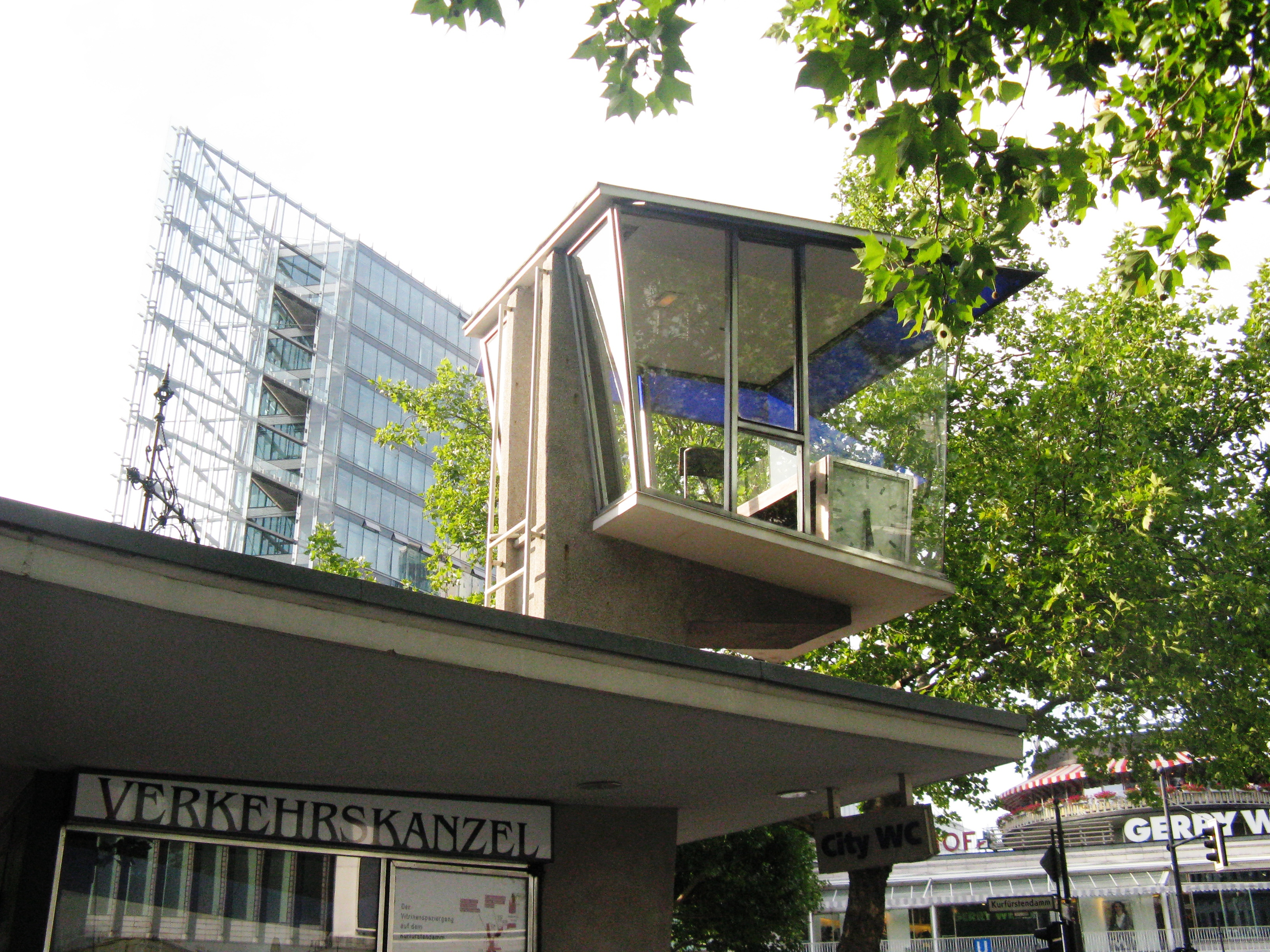
Seitenansicht der Verkehrskanzel